# Сохоцкий, Юлиан Васильевич
Юлиан Васильевич (Юлиан Кароль) Сохоцкий (24 января (5 февраля) 1842, Варшава, Российская империя — 14 декабря 1927, Ленинград, СССР) — русский математик польского происхождения. Член-учредитель и председатель Санкт-Петербургского математического общества. Педагог высшей школы, ординарный профессор Петербургского университета.
Внёс фундаментальный вклад в теорию функций комплексного переменного.

## Биография
Юлиан Кароль Сохоцкий родился в Варшаве в семье мелкого чиновника, отставного военного. По национальности — поляк. С 1850 по 1860 год учился на физико-математическом отделении Варшавской губернской гимназии, окончил гимназию с отличием.
В 1860 году переехал в Петербург и был принят на математическое отделение физико-математического факультета Императорского Петербургского университета, слушал лекции О. И. Сомова, П. Л. Чебышева, А. Н. Коркина. Однако вскоре Сохоцкий прервал обучение, в апреле 1861 года он подал прошение об отчислении «по домашним обстоятельствам», это было связано с тем, что он попал в списки неблагонадёжных студентов, участвовавших в студенческих волнениях из-за расстрела в Варшаве в марте 1861 года войсками противоправительственного выступления (12 октября Юлиан был заключён в Петропавловскую крепость, через пять дней переведён в Кронштадт, где находился до 6 декабря). Следующие три года он провёл в Варшаве, о его занятиях в это время известно очень мало, по семейным преданиям, он помогал участникам польского восстания 1863 года, тайно перевозя для них оружие. Сам он позднее писал, что продолжал самостоятельные занятия математикой. Возможно в своих занятиях он консультировался с известным польским математиком Августином Фронцкевичем, учеником Коши.
Попытка восстановиться в университете в августе 1864 года оказалась неудачной, в продолжении учёбы Сохоцкому было отказано. Прошение о том же в январе 1865 года известного результата не имело. На прошение июля 1865 года допустить к сдаче экзаменов на соискание степени кандидата (он именовал себя бывшим студентом и утверждал, что прослушал полный курс наук) Сохоцкий получил ответ, что должен действовать на правах вольнослушателя. Возможно, Сохоцкому действительно удалось прослушать лекции преподававших в университете в это время А. В. Бесселя, Г. А. Тиме, сам он фамилии лекторов не называл. Сдав положенные экзамены, он представил кандидатскую диссертацию «Теория эллиптических функций» (в архивах не сохранилась), возможно ориентацию на эти вопросы он приобрёл в Варшаве в общении с Фронцкевичем.
Осенью 1866 года Сохоцкий сдал магистерские экзамены, причём их все — и по математике, и по механике принимал лично П. Л. Чебышев. В 1868 году он защитил магистерскую диссертацию «Теория интегральных вычетов с некоторыми приложениями» (СПб, 1868). Оппонентами по диссертации выступили О. И. Сомов и тот же П. Л. Чебышев. Рекомендуя Сохоцкого на должность доцента, в 1868 году П. Л. Чебышев и А. Н. Коркин подписали отношение с характеристикой Юлиана Васильевича как учёного: «…многие результаты которого навсегда останутся в науке…».
С осени 1868 года Сохоцкий — приват-доцент Петербургского университета, где он читал курс теории функций комплексного переменного и курс о непрерывных дробях с приложениями к анализу. В следующем году — доцент в штате университета. Осенью 1873 года он защитил докторскую диссертацию «Об определённых интегралах и функциях, употребляемых при разложении в ряды» (СПб, 1873), оппонентами выступили П. Л. Чебышев и А. Н. Коркин.
В 1883 году Сохоцкий был избран ординарным профессором Петербургского университета. Ведя преподавательскую работу в университете, Сохоцкий немало способствовал преподаванию студентам именно теории функций комплексного переменного, по его совету соответствующий курс стал читать И. Л. Пташицкий, а сам он предлагал значительное количество тем дипломных работ, по которым сам же выступал как рецензент. Он оппонировал многие диссертации, в которых использовался комплексный анализ, в частности был оппонентом и по магистерской, и по докторской диссертациям К. А. Поссе. С 1893 года — заслуженный профессор.
Преподавал также в Петербургском институте гражданских инженеров (с 1869 года, с 1894 года — заслуженный профессор, в 1874—1909 годах заведовал кафедрой математики).
В 1890 году стал товарищем (заместителем) председателя только что основанного Санкт-Петербургского математического общества, а с 1892 года его председателем, и оставался на этом посту до того, как общество фактически прекратило свою деятельность перед революционными событиями 1917 года.
Послереволюционные годы оказались для Сохоцкого очень тяжёлыми. В голодающем Петрограде скончались жена и трое детей учёного, два последних года жизни он провёл в Доме престарелых учёных им. М. Горького. Умер Юлиан Васильевич 14 декабря 1927 года в Ленинграде.
Похоронен на Новодевичьем кладбище в Ленинграде (Санкт-Петербурге).

## Научная деятельность
Сохоцкий внёс фундаментальный вклад в теорию функций комплексной переменной, при том в традициях чебышевской школы он главное внимание уделял не теории, а приложениям её к практике.
Магистерская диссертация Сохоцкого посвящена приложениям теории вычетов к обращению степенного ряда (ряд Лагранжа) и в особенности к разложению аналитических функций в непрерывные дроби, а также к многочленам Лежандра. В этой работе, в частности, впервые сформулирована и доказана знаменитая теорема о поведении аналитической функции в окрестности существенно особой точки, которую сейчас обычно называют теоремой Сохоцкого — Вейерштрасса и формулируют так: Каково бы ни было {\displaystyle \varepsilon >0}, в любой окрестности существенно особой точки {\displaystyle z_{0}} функции {\displaystyle f(z)} найдётся хотя бы одна точка {\displaystyle z_{1}}, в которой значение функции {\displaystyle f(z)} отличается от произвольно заданного комплексного числа меньше, чем на {\displaystyle \varepsilon }.
Эта работа Сохоцкого не являлась первым в России исследованием по теории функций комплексного переменного, продолжив работы Л. Эйлера, В. Я. Буняковского, М. В. Остроградского.
В докторской диссертации исследовал пределы интегралов типа Коши. К сожалению, обе диссертации остались не известными зарубежным математикам.
Ряд более поздних работ Сохоцкого относится к теории эллиптических функций, а также алгебре и теории чисел.
Ему принадлежат оригинальные курсы «Высшая алгебра» (1882), «Теория чисел» (1888), а также выдающееся исследование по теории алгебраических чисел, основывавшееся на работах Е. И. Золотарёва, А. А. Маркова и его собственных: «Начала общего наибольшего делителя в применении к теории делимости алгебраических чисел» (1893).

## Избранная библиография
- Теория интегральных вычетов с некоторыми приложениями: Рассуждение Ю. Сохоцкого, напис. на степ. магистра математики. — Санкт-Петербург: тип. А. Якобсона, 1868. — 136 с.
- Об определённых интегралах и функциях, употребляемых при разложениях в ряды. — Санкт-Петербург: тип. М. Стасюлевича, 1873. — 131 с.
- О суммах Гаусса и о законе взаимности символа Лежандра. — 1877.
- Высшая алгебра. — Санкт-Петербург: Изд. ком. при Физ.-мат. фак. [С.-Петерб. ун-та], 1891. — 602 с.
- Теория чисел. — Санкт-Петербург: лит. С.Я. Яздовского, 1888. — 264 с.
- Начало общего наибольшего делителя в применении к теории делимости алгебраических чисел. — СПб.: тип. Академии наук, 1893.